# 波蓬德塔
波蓬德塔是太平洋島國巴布亞新畿內亞的城鎮，也是北部省的首府，海拔高度85米，是亞歷山大鳥翼鳳蝶出沒的地點，2000年人口19,556。